# Tarnib

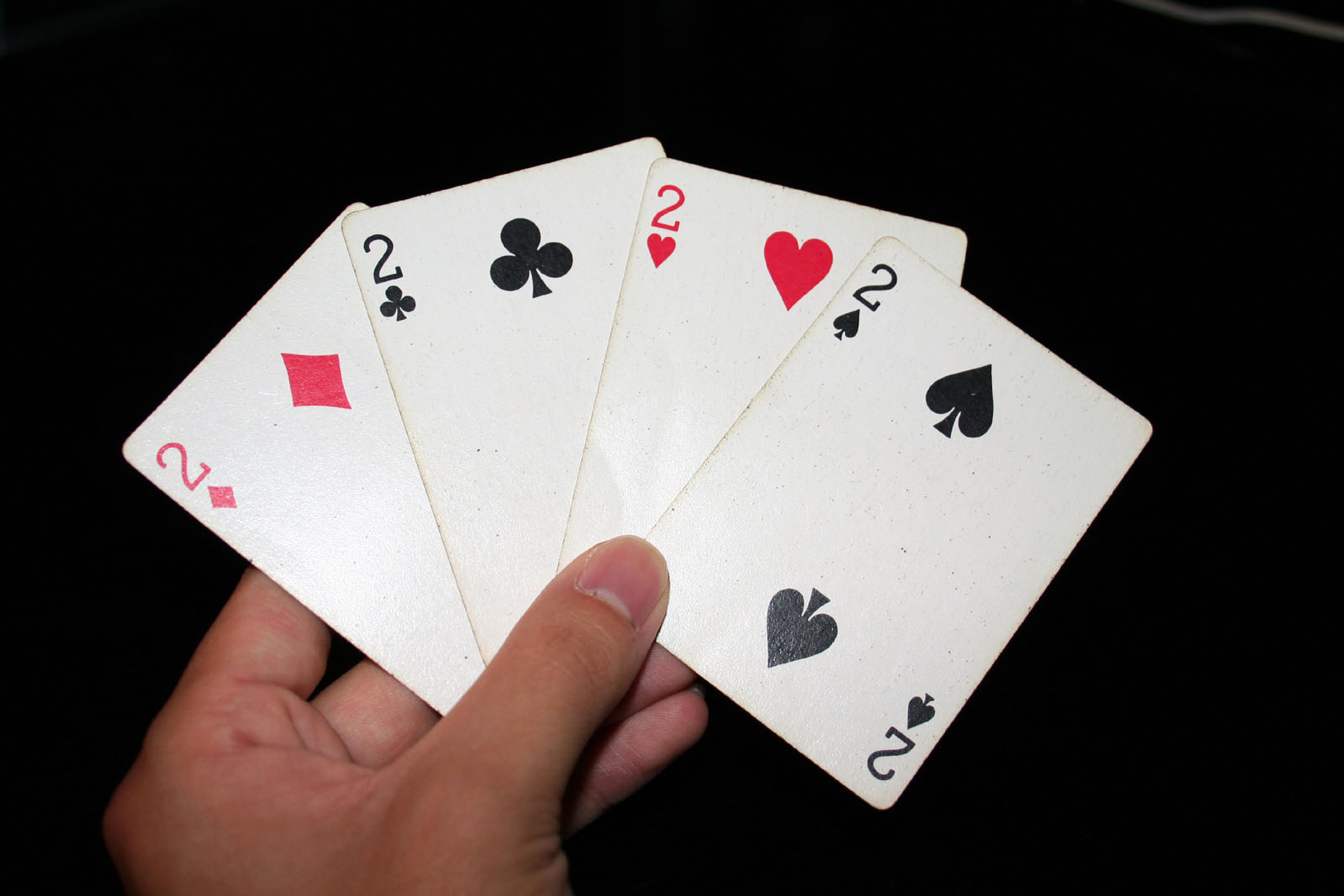

Tarnib (în arabă طرنيب), cuvânt ce înseamnă „atu”, scris și tarnibe sau tarneeb, întâlnit în româna vorbită, uneori, drept tarnim sau tarnip), este un joc de cărți originar din Orientul Mijlociu, considerat ca o versiune a jocului whist sau ca fiind înrudit cu acesta.

## Istoric
Tarnibul este inspirat din mai multe jocuri de cărți din Peninsula Arabică, iar originea sa este pretinsă de mai multe țări. Existența acestuia a fost cunoscută de-a lungul timpului în țări precum Siria, Liban, Iordania și Palestina, iar extinderea sa s-a petrecut începând cu secolul al XVIII-lea.

## Modul de joc

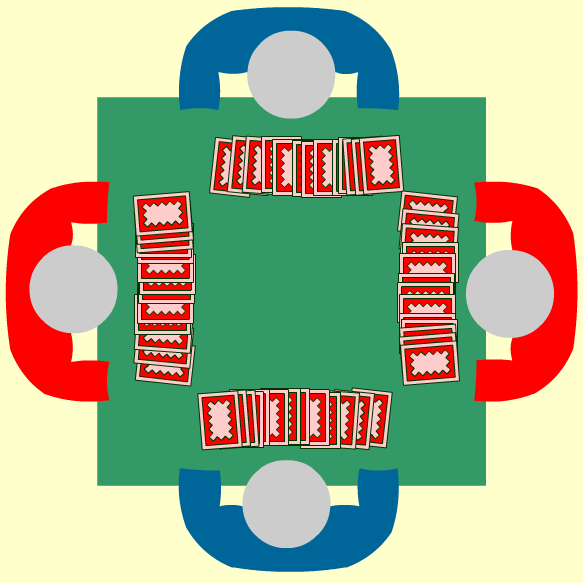
Așezare la masă într-o partidă de tarnib

Tarnibul se joacă în două echipe a câte doi jucători, membrii fiecărei echipe fiind așezați față în față și neavând voie să comunice verbal sau prin gesturi tactici sau informații despre joc în timpul unei partide.
Toate cele 52 de cărți sunt împărțite celor patru jucători de la începutul jocului, având, astfel, fiecare treisprezece cărți pe care și le aranjează „pe culori”.
Într-o ordine stabilită de la început, fiecare jucător trebuie să liciteze, adică să stabilească un număr de minim șapte și maxim treisprezece mâini (sau levate) pe care le va câștiga împreună cu coechipierul său. Fiecare jucător are dreptul să spună „pas” și să-și decline dreptul de a licita. În cazul în care toți cei patru jucători spun „pas”, fie primul va fi obligat să liciteze șapte, fie se reia jocul cu reîmpărțirea cărților, după cum se stabilește de comun acord.
Jucătorul care a licitat numărul cel mai mare de mâini va desemna un atu (treflă, cupă, caro sau pică).
Valoarea cărților este, în ordine crescătoare, următoarea: 2, 3, 4, 5, 6, 7, 8, 9, 10, valet, damă, popă, as. Orice carte de atu este mai valoroasă într-o partidă decât celelalte culori. FIecare jucător este obligat să joace culoarea cu care s-a deschis o mână. În cazul în care nu deține nicio carte din acea culoare, jucătorul poate să joace cu atuul, dar nu este obligat să o facă.